# Verrugo
Verrugo o Verruca (en grec antic: Ἔρρουκα) va ser una ciutat o fortalesa dels territoris dels volscs, que és esmentada sovint a les guerres entre Roma i els volscs. El nom apareix per primera vegada l'any 445 aC quan els romans la van ocupar i fortificar, convertint-la en un lloc d'atac i defensa contra aquella tribu, cosa que va provocar més agressivitat per part dels volscs segons diu Titus Livi.
Els volscs la van recuperar algun temps després, en una data desconeguda, però els romans la van reconquerir el 409 aC i s'hi va establir una guarnició. Dos anys després (407 aC) els volscs van tornar a recuperar-la i sembla que la van mantenir a les seves mans fins al 394 aC quan els romans la van tornar a ocupar i es va establir una guarnició dirigida pel tribú militar Gai Emili Mamercí, que la va perdre aviat després de la derrota de l'altre tribú Espuri Postumi Albí Regil·lensis. No torna a ser esmentada amb posterioritat. És dubtós que fos mai una ciutat, i sembla que més aviat era un oppidum o fortalesa ben fortificada i situada en un lloc de fàcil defensa.
No es pot determinar la seva situació, però es creu que era situada a l'actual Colle Ferro, prop de Segni, o a Colle Sacco, no gaire lluny de l'anterior.